# József Csák
József Csák   (Budapest, 10 de novembre de 1966) és un judoka hongarès, ja retirat, guanyador d'una medalla olímpica.
El 1988 va prendre part en els Jocs Olímpics d'Estiu de Seül, on quedà eliminat en sèries en la competició del pes extra lleuger del programa de judo. Quatre anys més tard, als Jocs de Barcelona, guanyà la medalla de plata en la competició del pes semi lleuger. També disputà els Jocs d'Atlanta de 1996, on quedà eliminat en quarts de final en la mateixa competició, i els de Sydeny del 2000, on quedà eliminat en la primera ronda, novament en la competició del pes semi lleuger.
En el seu palmarès també destaquen quatre medalles en el Campionat d'Europa de judo, una d'or, dues de plata i una de bronze, entre el 1986 i el 2000.